# La Dernière Partie d'échecs
Pour plus de détails, voir Fiche technique et Distribution.
La Dernière Partie d'échecs (His Wife's Friend) est un film muet américain réalisé par Joseph De Grasse, sorti en 1919.

## Synopsis
Vivant un mariage sans amour avec Sir Robert Grimwood, Lady Marion Grimwood reçoit avec plaisir les attentions innocentes de John Heritage. Lorsque son mari meurt noyé, elle apprend qu'il s'est suicidé après avoir appris l'intérêt qu'elle portait au jeune homme. Se demandant s'il est responsable de sa mort, elle est soudainement attaquée par Sir Waiverly avant de subitement s'arrêter dans son élan. On apprend alors qu’un Chinois, Ling Foo, utilise un poison qui a la faculté de contrôler la volonté d'autrui. C’est de cette façon que Sir Robert est mort noyé. Plus tard après avoir arrêté Foo, Lady Marion et John peuvent vivre leur union.

## Fiche technique
- Titre original : His Wife's Friend
- Titre français : La Dernière Partie d'échecs
- Réalisation : Joseph De Grasse
- Scénario : R. Cecil Smith, d'après le roman de John Burland Harris-Burland
- Direction artistique : William Cameron Menzies
- Photographie : John S. Stumar
- Montage : Ralph Dixon
- Société de production : Thomas H. Ince Productions
- Société de distribution : Paramount Pictures
- Pays de production :  États-Unis
- Langue originale : anglais
- Format : noir et blanc — 35 mm — 1,33:1 — 6 bobines - Muet

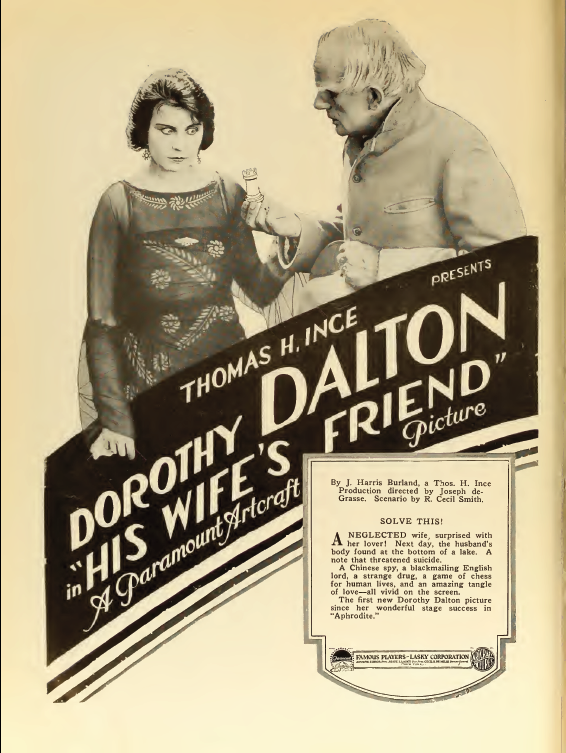
Publicité pour le film.

- Dates de sortie : 
  - États-Unis 21 décembre 1919
  - France 30 mars 1923

## Distribution
- Dorothy Dalton : Lady Marion Grimwood
- Warren Cook : Sir Robert Grimwood
- Henry Mortimer : John Heritage
- Richard Neil : Nind
- S. Barrett : Inspecteur Marsh
- William Williams : Dr. Larner
- Tom Cameron : rôle indéterminé
- Paul Cazeneuve : rôle indéterminé